# 官澳巡檢司城
官澳巡檢司城為明代江夏侯周德興在今日中華民國福建省金門縣一帶所建的五個巡檢司城之一，位於福建省同安縣十七都，約即是現今金沙鎮官澳村的馬山觀測站一帶。而其興建年代一說為明洪武二十年（1387年），一說為洪武二十五年（1392年），後於滿清康熙二年（1663年）金門被攻陷後實施海禁遷界時遭到毀壞，現已不存。
另外嘉靖三十九年（1560年）三月二十三日-三月二十八日，倭寇大舉侵犯金門時，曾有大批金門島東半部居民躲入官澳巡檢司城內避難，最後攻陷官澳巡檢司城，整個金門東半島，幾被洗劫一空，金門守禦千戶所城守軍無人馳援。

## 建築
官澳巡檢司城設有南門與北門，城牆周長一百四十八丈，寬六尺五寸，高一丈七尺，並設有四間窩鋪。

## 官澳巡檢司
明初時置有巡檢司一員（從九品）、司吏一員與百名弓兵，工食名皆七兩二錢。後於嘉靖三十九年（1560年）將弓兵裁為七十名，後又改為二十名，四十二年（1563年）時為十二名，萬曆九年（1581年）時弓兵員額為三十二名。
後來滿清康熙時官澳巡檢司尚存，但於康熙十五年（1676年）移駐踏石，借用陽田堡金山宮辦公，乾隆十三年（1748年）又移駐馬家巷。